# Nejc Kajtazović
Nejc Kajtazović (* 11. Januar 1982) ist ein slowenischer Fußballschiedsrichter.
Kajtazović leitet seit der Saison 2012/13 Spiele in der Slovenska Nogometna Liga. Insgesamt war er bislang bereits bei mehr als 140 Ligaspielen im Einsatz.
Seit 2018 steht er auf der Liste der FIFA-Schiedsrichter und leitet internationale Fußballpartien, seit 2023 auch als Videoschiedsrichter.
Im April 2024 wurde Kajtazović als Videoschiedsrichter für die Europameisterschaft 2024 in Deutschland nominiert. Bei dieser war er unter anderem VAR von Slavko Vinčić im ersten Halbfinale.